# National Buffalo Wing Festival

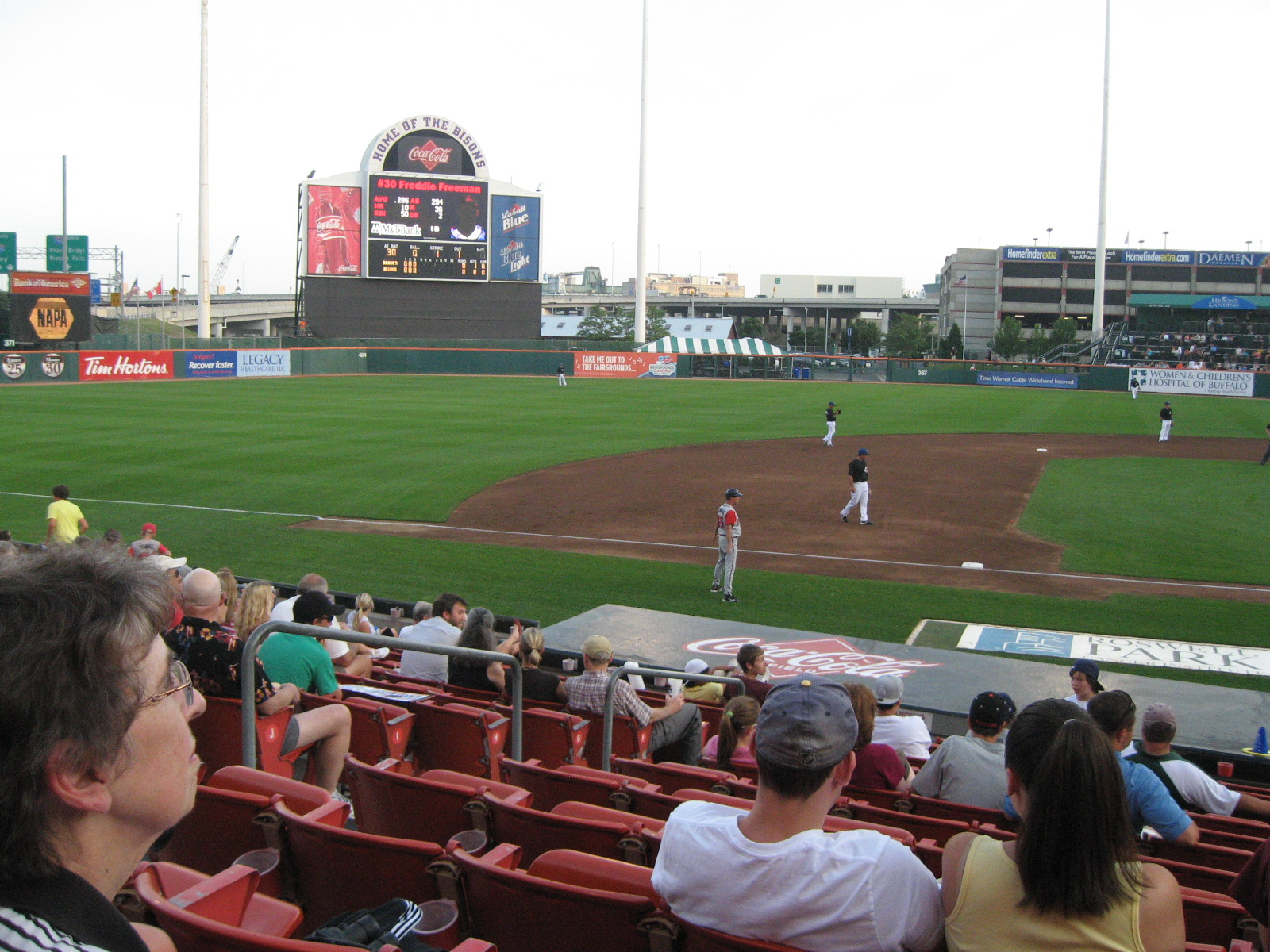
L'enceinte du festival est le Coca-Cola Field, le terrain de baseball des Bisons de Buffalo.

Le National Buffalo Wing Festival est un festival américain consacré aux Buffalo wings, une spécialité culinaire à base de poulet. L'évènement annuel est organisé le week-end du labor day au Coca-Cola Field à Buffalo, dans l'ouest de l'état de New York.

## Histoire
Le festival fut créé en 2002 par Drew Cerzaw. L'idée lui est venue du film Osmosis Jones (2001) dans lequel Bill Murray s'entraîne à manger le plus d'ailes de poulet possible afin de remporter le concours du National Buffalo Wing Festival, alors fictif. Depuis, le festival accueille les représentants de plus d'une trentaine de restaurants régionaux et nationaux qui proposent leurs spécialités aux visiteurs. Une scène propose diverses animations tout au long du week-end. Selon les organisateurs, plus de 400 000 visiteurs sont venus depuis la création du festival.

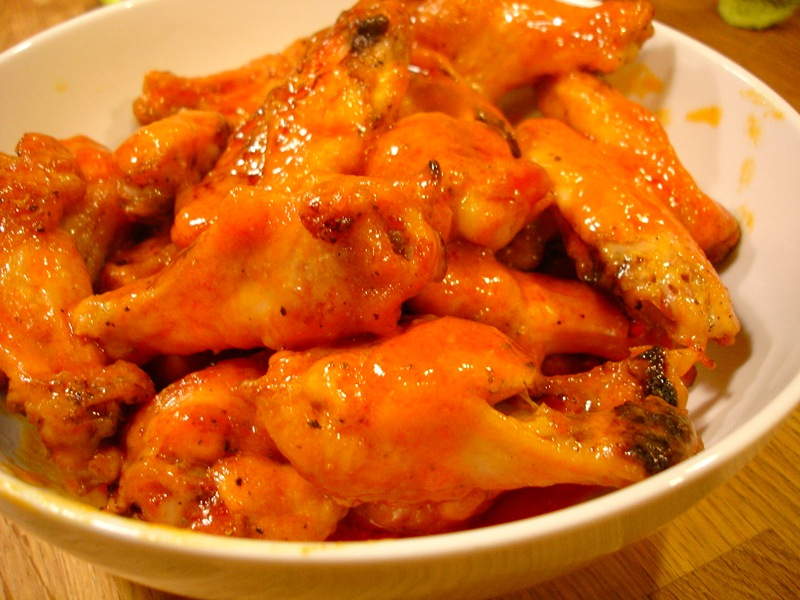
Le festival célèbre les Buffalo wings.

Lors de l'édition 2010, 33 tonnes de poulet ont été consommées par 71 000 visiteurs. L'évènement principal du festival est le concours du plus gros mangeur d'ailes de poulet ; en 2010, Sonya Thomas, une femme de 40 kg, a été déclarée gagnante avec 181 ailes mangées en 12 minutes.
En 2020, por raison de pandémie de COVID-19, le festival se annulé.